# Lasioglossum calcarium
Lasioglossum calcarium är en biart som beskrevs av Ebmer 2002. Lasioglossum calcarium ingår i släktet smalbin, och familjen vägbin. Inga underarter finns listade i Catalogue of Life.